# تای‌ایچی اونو
تای‌ایچی اونو (انگلیسی: Taiichi Ohno؛ زاده ۲۹ فوریهٔ ۱۹۱۲ درگذشته ۲۸ مهٔ ۱۹۹۰) یک بازرگان اهل ژاپن بود.